# The Wild, the Innocent & the E Street Shuffle
The Wild, the Innocent & the E Street Shuffle är ett musikalbum av Bruce Springsteen utgivet av skivbolaget Columbia Records den 11 september 1973. 
Albumet gavs ut samma år som Greetings from Asbury Park, N.J.. Romantiken i "Rosalita" och "Incident On 57th Street" gav en föraning om Springsteens karriär som rockmusiker och textförfattare. Även om albumet inte såldes i någon större omfattning så fick det lysande kritik och utsågs till Årets bästa Album av tidningen Rolling Stone.

## Låtlista
Samtliga låtar skrivna av Bruce Springsteen.
1. "The E Street Shuffle" - 4:31
2. "4th of July, Asbury Park (Sandy)" - 5:36
3. "Kitty's Back" - 7:09
4. "Wild Billy's Circus Story" - 4:47
5. "Incident on 57th Street" - 7:45
6. "Rosalita (Come Out Tonight)" - 7:04
7. "New York City Serenade" - 9:55